# تاكاشي إيشي (مخرج)
تاكاشي إيشي (باليابانية: 石井隆؛ بالكانا: いしい たかし) هو كاتب سيناريو ومانغاكا ومخرج ياباني، ولد في 11 يوليو 1946 في سنداي في اليابان.

## وصلات خارجية
- الموقع الرسمي
- تاكاشي إيشي على موقع IMDb (الإنجليزية)
- تاكاشي إيشي على موقع ألو سيني (الفرنسية)
- تاكاشي إيشي على موقع أول موفي (الإنجليزية)
- تاكاشي إيشي على موقع قاعدة بيانات الأفلام السويدية (السويدية)
- تاكاشي إيشي على موقع قاعدة بيانات الفيلم (الإنجليزية)
- تاكاشي إيشي على موقع كينوبويسك (الروسية)